# Velvet Sky (Fluggesellschaft)
Velvet Sky war eine südafrikanische Billigfluggesellschaft mit Sitz in Durban und Basis auf dem King Shaka International Airport. Sie wurde am 14. Mai 2012 liquidiert.

## Geschichte
Velvet Sky wurde von lokalen Geschäftsleuten formal 2009, praktisch jedoch im Januar 2011 gegründet und nahm am 22. März 2011 den Flugbetrieb auf. Sie befand sich im Besitz des 1970 gegründeten Unternehmens Macdonalds Holdings.
Ende Februar 2012 stellte ein Gläubiger Antrag auf Liquidation gegen Velvet Sky und der Flugbetrieb wurde ab 27. Februar 2012 bis auf Weiteres eingestellt. Die Gesellschaft arbeitete danach an einem Restrukturierungsplan, der am 14. Mai durch ein Gericht abgelehnt wurde; im Zuge dieser Entscheidung wurde die Liquidation eingeleitet.

## Ziele
Vom King Shaka International Airport in Durban bediente die Fluggesellschaft die nationalen Ziele Johannesburg und Kapstadt. Ab dem 1. Oktober 2011 soll eine Verbindung von Johannesburg nach Polokwane aufgenommen werden. Mittelfristig sollten weitere nationale und regionale Flüge in den Flugplan aufgenommen werden.

## Flotte
Mit Stand Februar 2012 bestand die Flotte der Velvet Sky aus fünf Flugzeugen:
- 3 Boeing 737-300 (1 betrieben durch Safair)
- 2 Douglas DC-9-30 (betrieben durch Global Aviation Operations)